# 데어슈테텐역
데어슈테텐역(Bahnhof Därstetten)은 스위스 베른주의 데어슈테텐 지자체에 있는 기차역이다. 슈피츠-츠바이지멘선의 중간 정류장이며, 지역 열차로만 운행된다.

## 운행편
데어슈테텐에서 정차하는 서비스는 다음과 같다.
- 레기오 : 츠바이지멘과 베른까지 매시간 운행